# Patrick Vignal
Pour les articles homonymes, voir Vignal.
Patrick Vignal, né le 22 janvier 1958 à Montpellier (Hérault), est un homme politique français. Il est député de la 9e circonscription de l'Hérault de 2012 à 2024.
Il est notamment à l’origine de la loi du 2 mars 2022 relative au choix du nom issu de la filiation permettant aux personnes majeures de choisir par simple demande le nom du parent qui ne leur a pas transmis à la naissance.

## Biographie

### Parcours professionnel
À 17 ans, Patrick Vignal découvre le judo.[réf. nécessaire] Il passe de ceinture verte à ceinture noire en deux ans et devient professeur de judo.[réf. nécessaire] En septembre 1977, il crée le complexe sportif Celleneuve Arts Martiaux. En 2019, près de 2 000 adhérents fréquentent cette infrastructure.
Patrick Vignal a obtenu un CAP de vente[réf. nécessaire], puis a obtenu une maîtrise de gestion et d'administration des entreprises sportives[réf. nécessaire] pour devenir maître de conférences associé à la faculté des sports (UFR STAPS)[réf. nécessaire]. Il a passé avec succès les diplômes d'État pour être professeur de judo, de natation et préparateur physique.

### Parcours politique

#### Mandats locaux
De 2001 à 2014, il a été 12e adjoint auprès du maire de Montpellier en qualité de délégué aux sports, à la démocratie participative et à la cohésion sociale, puis de 2008 à 2011, il officie aux mêmes fonctions auprès du conseil général de l’Hérault.
Dans la commune de Montpellier, il est conseiller général du 4e canton et municipal de l'opposition auprès de la mairie. 
Il a été directeur de campagne du candidat Jean-Pierre Moure aux élections municipales de 2014.
Il déclare sa candidature à la mairie de Montpellier pour les élections municipales de 2020,,. Sa liste obtient 6,10 % des voix au premier tour, score insuffisant pour accéder au second tour.

#### Député de l'Hérault
Il est investi par le Parti socialiste et élu député de l'Hérault lors des élections législatives de 2012 dans la 9e circonscription.
À la suite de son élection comme député, il démissionne de ses deux autres mandats pour se conformer au règlement du non-cumul des mandats du Parti socialiste, mais reste conseiller spécial aux sports auprès du maire de la ville de Montpellier.
En 2016, le Premier ministre Manuel Valls lui confie, ainsi qu'au sénateur Jacques Grosperrin, une mission parlementaire sur la pratique des arts martiaux mixtes couramment appelés MMA. Leur rapport préconise notamment la légalisation de la pratique, dont les combats étaient clandestins. Il déclare par la suite qu'on lui avait initialement demandé de s'y opposer et que le rapport « a été enterré » par le Gouvernement de l'époque qui ne souhaitait pas légaliser la pratique. Après l'élection d'Emmanuel Macron en 2017 à la Présidence de la République, la ministre des Sports Roxana Maracineanu décide finalement de légaliser les arts martiaux mixtes.
De 2017 à 2020, il est président de l'association Centre-ville en Mouvement qui regroupe des élus locaux et parlementaires travaillant sur le renouveau des centres-villes,,. La mobilisation de l'association participe notamment à la mise en place du plan d'investissement Action coeur de ville annoncé en 2018. Il quitte sa fonction de président en 2020 en indiquant qu'il souhaite qu'un maire puisse prendre la tête de l'association pour être en cohérence avec le message porté par celle-ci.
Il est la tête de liste pour les élections municipales de 2020 à Montpellier rassemblant La République en marche, le MoDem, Les Centristes et les Citoyens démocrates et solidaires. Patrick Vignal échoue dès le premier tour en obtenant seulement 6,10 % des suffrages exprimés, derrière les diverses listes de gauche et les sans-étiquettes.
En mai 2022, il est investi candidat aux législatives pour La République En Marche (LREM) sur la 9e circonscription de l'Hérault, dont il est le député sortant. Il est réélu député au second tour face à Nadia Belouani (NUPES) avec 54,37 % des voix.
Candidat aux élections législatives de 2024, il termine à la troisième place avec 25 % des voix et perd son siège.

## Polémiques

### Embauche de sa fille
Sa fille a été sa collaboratrice parlementaire pendant son premier mandat de député, avant que les lois pour la confiance dans la vie politique, qui interdisent les emplois familiaux directs par les députés, ne soient adoptées.  Elle devient ensuite la collaboratrice parlementaire de Bertrand Sorre et de Corinne Vignon, également députés LREM, ce qui est critiqué dans les médias,. 

### Absentéisme au niveau national
En juillet 2017, alors qu'il fait partie des députés pointés du doigt pour leur absentéisme à l'Assemblée, il se justifie en évoquant « la maladie et la fatigue », assurant toutefois qu'il serait « tout neuf » très vite, et se dit « fatigué par les frondeurs lors du précédent quinquennat ». Après un an de législature, il est le deuxième député du groupe LREM le moins présent aux votes de l'Assemblée (6 % en moyenne). En novembre 2017, il est épinglé pour son absentéisme à l'Assemblée nationale par le site NosDéputés.fr, observatoire citoyen de l'activité parlementaire de l'association Regards Citoyens. 

### Mensonges aux français
En avril 2019, afin de défendre la porte-parole du gouvernement Sibeth Ndiaye qui avait déclaré « j'assume parfaitement de mentir pour protéger le président », Patrick Vignal affirme : « on va être très clair : s'il faut dire la vérité aux Français, ça veut dire dix ans de sang et de larmes ».

### Corrida
Engagé activement en 2022 contre la proposition de loi visant à interdire la pratique de la corrida déposée par Aymeric Caron, il défile quelques jours avant l'examen de cette dernière aux côtés d'élus d'extrême droite membres du Rassemblement national pour soutenir ce qu'il qualifie de « pratique culturelle »,.

## Distinction
- Chevalier de l'ordre national du Mérite (décret du 15 janvier 2025)[35]